# خرگوش صحرای غربی
خرگوش صحرای غربی (نام علمی: Lepus saharae) گونه‌ای از خرگوش‌های تیرهٔ خرگوشان بومی مراکش، موریتانی، مالی و سنگال و همچنین احتمالاً نیجر و بورکینافاسو است.